# Johann Peter Boßler
Johann Peter Boßler, auch Bossler sowie Bosler genannt (* irrtüml. 1687 eigtl. 6. April bis 9. April 1689 in der Burgfreiheit Lichtenberg; † 31. Juli 1742 in Darmstadt) war als Büchsenmachermeister ein deutscher Kunsthandwerker und Jagdwaffenhersteller. Als Hofbüchsenmacher war er seit 1714 Hoflieferant von Steinschloss- und Windbüchsen in Diensten des Landgrafen Ernst Ludwig sowie seines als Jagdlandgraf bezeichneten Sohnes Ludwig VIII. von Hessen-Darmstadt.
Vorausgehend seinem Sohn und Nachfolger Friedrich Jacob Boßler war Johann Peter Boßler die berühmteste Koryphäe für Windbüchsen unter den Büchsenmachern Europas. Die von ihm gefertigten ingenieurtechnisch hervorragenden Luftdruckwaffen fanden Imitation.
Hinzukommend ist bekannt, dass der Darmstädter Büchsenmachermeister Johann Peter Boßler seltene hybride Wind-Pulverbüchsen anfertigte. Der Jäger konnte die kombinierte Jägerbüchse entweder mit Schießpulver oder Luftdruck nutzen.

## Herkunft, Familie und Ausbildung

### Herkunft
Johann Peter Boßler wurde an Pfingsten 1701 konfirmiert. Dabei vermerkte ihn der Geistliche, welcher das Kirchenbuch führte, zusammen mit seinem Herkunftsort Lichtenberg unter den 1689 geborenen Jungen. Ein urkundlicher Geburtsnachweis existiert jedoch nicht. Ohne Angabe einer Quelle wurde in der Waffenkunde angenommen, dass Johann Peter Boßler in Zella geboren sei, wo er zudem die Berufsausbildung bis zum Gesellen im Büchsenmacherhandwerk erfahren haben soll.

### Familie
1719 übernimmt der Hofbüchsenmacher Johann Peter Boßler zu Darmstadt die Patenschaft für einen früh verstorbenen Sohn des gebürtig aus Lichtenberg stammenden Büchsenmachermeisters Andreas Boßler d. Ä., der 1723 vom Magistrat zum Uhrsteller der Stadt Umstadt bestellt wurde. Dabei wird der Hofbüchsenmacher als Bruder zum Kindsvater bezeichnet.
Gleichfalls seinem älteren Bruder in Umstadt, Johann Andreas Boßler d. Ä entstammte Johann Peter Boßler damit einer Dynastie von Büchsenmachern, die als Lichtenberger Stamm wiederum den Boßler genannten Rüde entsprungen war.

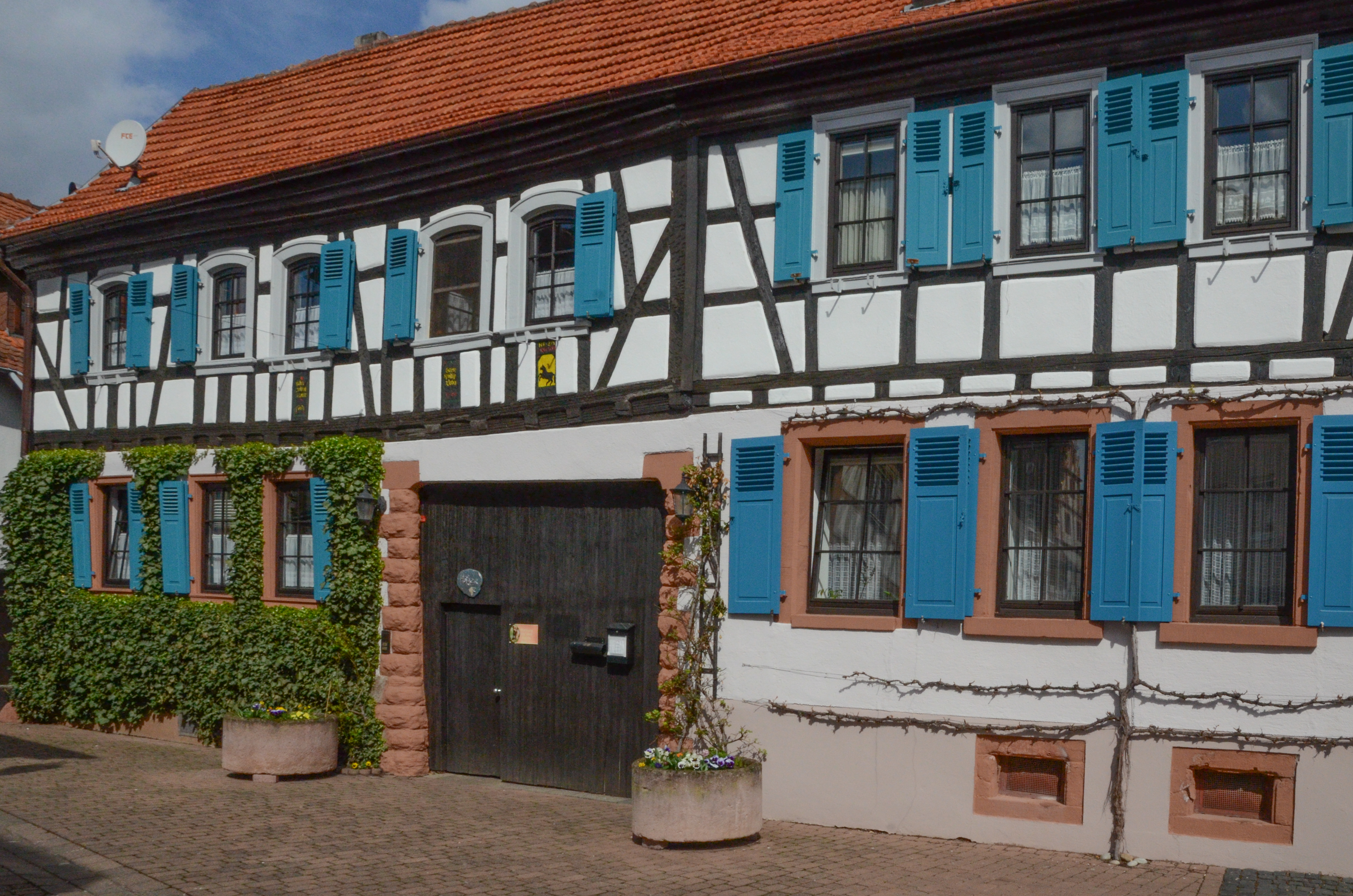
Ehemaliges Anwesen der Stadtbürger und Büchsenmachermeister Boßler in Umstadt

Christian (bzw. Christmann) Boßler, der Vater des Darmstädter Hofbüchsenmachers Johann Peter Boßler, war als Büchsenmacher und Meister des Büchsenschäfterhandwerks tätig. Als Burggraf auf Schloss Lichtenberg, dem Wittum der Landgräfinnen, stand Johann Peter Boßlers Vater als Hofbeamter in Diensten des regierenden Landgrafen beziehungsweise der Regentin Elisabeth Dorothea von Sachsen-Gotha-Altenburg.

### Ausbildung
Da der in Umstadt ansässige Meister des Büchsenmacherhandwerks Andreas Boßler d. Ä, ein enges Verhältnis zu seinem 16 Jahre jüngeren Bruder, dem hessen-darmstädtischen Hofbüchsenmacher hatte, ist davon auszugehen, dass Johann Peter Boßler nach seiner Konfirmation als 12-jähriger bei seinem ältesten Bruder in die Lehre zum Büchsenmacher eintrat und damit dessen Meisterfamilie angehörte.

## Büchsenmacher und Hofhandwerker
Vermeintlich soll Johann Peter Boßler um 1710 herum nach Darmstadt gekommen sein. Frühestens ist Boßler seit 1714 als Hofhandwerker nachweisbar. Erstmals 1715 wird er als Hofbüchsenmacher bezeichnet, womit er bereits als Geselle in hochfürstlichen Diensten stand.
1718 reichte er bei der Schlosserzunft zu Darmstadt seine Meisterstücke ein. Diese bestanden aus einem sogenannter Hammer-Prenner und zwei feinmechanisch anspruchsvoll gearbeiteten Pistolen. Über die technisch-feinmechanischen Details der Meisterstücke ist nur noch bekannt, dass die Einzelteile der Handfeuerwaffen so präzise gearbeitet worden sind, um sie alternierend miteinander austauschen zu können. Am 27. Juni 1718 wurde der Hofbüchsenmacher Johann Peter Boßler als Meister in die Zunft der Darmstädter Schlosser aufgenommen.
Historische Aktenbestände im Hessischen Staatsarchiv Darmstadt geben Aufschluss über die Art der Besoldung des Hofbüchsenmachers. 1724 bittet Johann Peter Boßler seinen Dienstherrn, den regierenden Landgrafen, um die Verleihung eines Landstücks zur Nutzung als Gemüsegarten. Dabei beklagt sich der Darmstädter Büchsenmachermeister darüber, dass seine Bestallung nicht richtig eingeht. 1727 werden die Bezüge des Hofbüchsenmachers als Anforderungsbesoldung bezeichnet. Die Höhe des Salärs wird nicht genannt.
Für die wirtschaftliche Entwicklung der Residenzstadt Darmstadt war Johann Peter Boßler nicht unbedeutend. Eine Dependance seiner Manufaktur soll der Hofbüchsenmachermeister übrigens in der königlich preußischen Haupt- und Residenzstadt Berlin unterhalten haben. Die Niederlassungsleitung oblag womöglich dem Büchsenmacher Johann Friedrich Wolf (* 1693). Büchsenmacher Wolf, ein jüngerer Halbbruder Boßlers mütterlicherseits, hatte an dritter Stelle seiner Paten den Sohn des als Staatsoberhaupt fungierenden Stättmeisters der Freien Reichsstadt Worms.

### Steinschlösser

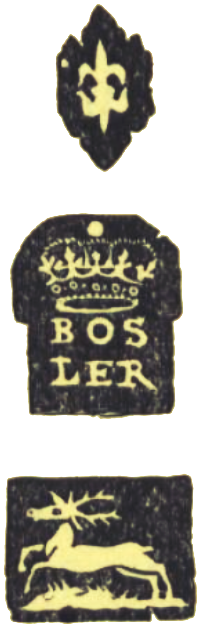
Die bekrönte Signatur BOS/LER, die Hirschmarke und das Lilienmotiv, sind erstmalig auf einer um 1730 entstandenen Steinschlossbüchse für den Fürsten Schwarzburg-Sondershausen nachgewiesen

Speziell für den Reichsfürsten Günther XLIII. von Schwarzburg-Sondershausen fertigte Johann Peter Boßler um 1730 eine Steinschlossflinte an, deren Kolbenschaft für den Anschlag mit Rechts und das Zielen mit Links geschäftet ist. Der Kolben ist gekröpft, die Backe angedeutet. Die Besonderheit liegt darin, dass die ganze Verschraubung mitsamt der Batteriefelder äußerlich nicht sichtbar im Innern liegt. Der Hahn bildet mit dem Schlossblech eine Fläche. Dabei liegt der Rumpf des Hahn freidrehend in einer Ausfräsung des Schlossblechs. Die Gravur zeigt eine Fuchsjagd sowie berittene und gehende Jagdbedienstete. Die technisch hochwertig gearbeitete Flinte gehört mit Inventarnummer G 1851 zur Sammlung der Dresdner Rüstkammer.
Auf dem Laufende vor dem Schwanzschraubenblatt der Steinschlossflinte des Fürsten Schwarzburg-Sondershausen sind sechs stilisierte Lilien (fleur de lys) punziert. Die bekrönte Signatur BOS/LER und die ebenso punzierte Marke mit springendem Rothirsch angebracht. Obwohl die Flinte nicht wie ursprünglich angenommen von Friedrich Jacob Boßler angefertigt wurde, ist die Bekrönung der Signatur auf einer Windbüchse aus dem Werkkatalog von Johann Peter Boßlers ältestem Sohn, als Landgrafenkrone identifiziert worden.
Eine luxuriöse vollgeschäftete Steinschlossbüchse mit Stecherabzug trägt auf dem Lauf die Signatur Johann Peter Bossler a Berlin und auf der Schlossplatte ist die Signatur Bossler a Berlin angebracht. Der Kolben scheint austauschbar zu sein. Jedoch ist aufgrund des großen Kalibers und der geringen Lauflänge unwahrscheinlich, dass die Jägerbüchse mit französischem Schloss als Windbüchse genutzt werden konnte, indem ein Kolben mit integriertem Luftreservoir angebracht wurde. Möglicherweise wurde die Steinschlossbüchse im Auftrag eines Prinzen des Hauses Hohenzollern gefertigt oder kam auf dem Weg des diplomatischen Geschenkwesens nach Berlin.

### Windbüchsen
Die im 18. Jahrhundert avantgardistische Windbüchse wurde sowohl von Johann Peter Boßler als auch dessen ältestem Sohn Friedrich Jacob Boßler ingenieurtechnisch wegweisend beeinflusst. Dabei wurden die beiden Darmstädter Büchsenmachermeister auf Windbüchsen bezogen als Äquivalent zu der insgesamt bekannten Büchsenmacherdynastie Kuchenreuter benannt.
2000 wurde bei Christie’s eine aus drei miteinander schraubbaren Bauteilen (Kolben, Schlosskasten und Lauf) bestehende, mit JB signierte Windbüchse auktioniert. Die Luftdruckwaffe gehört heute zur musealen Sammlung im Jagdmuseum des Jagdschlosses Kranichstein. Der Schlosskasten hat ein vorderes und hinteres Gewinde. An diesen beiden Gewinden wird vorne der eiserner glatter Lauf mittels Schraubverschluss befestigt. Am hinteren Gewinde wird der Kolbenschaft ebenfalls mit einem Schraubverschluss verschraubt. Der Kolben ist mit Leder verkleidet und trägt das Luftreservoir in seinem Innern. Die Windbüchse hat ein Kaliber von 12 Millimetern. Auf der Schlossplatte sitzt der Schlaghahn. Dieser ist blind und einem Steinschlosshahn nachempfunden. Auf dem Schlossblech ist zudem die Signatur JPB erkennbar. Konstruiert wurde die Windbüchse damit von dem Büchsenmachermeister Johann Peter Boßler.
Eine gerade einmal 1960 Gramm schwere weitere Windbüchse, an deren Schlosskasten vorne der Lauf und hinten der Kolben über ein Gewinde schraubbar sind, wurde durch die dänische Königsfamilie erworben und befindet sich mit Inventarnummer B 1411 im Tøjhusmuseet in Kopenhagen. Der Lauf ist aus Holz, während der Kolbenschaft mit einer Lederhülle verdichtete ist. Gefertigt wurde diese elegante Windbüchse durch den hessen-darmstädtischen Hofbüchsenmacher Johann Peter Boßler. Eine Modifikation der Windbüchse im Königlich Dänischen Zeughausmuseum stammt aus dem Werkkatalog von Friedrich Jacob Boßler und gehört zur Sammlung der Livrustkammaren in Stockholm.
Diesen dreiteiligen, miteinander über den Schlosskasten verbundenen Aufbau der beiden von den Darmstädter Büchsenmachermeistern Boßler konstruierten, im Tøjhusmuseet und der Livrustkammaren befindlichen Windbüchsen wurden imitiert. Die Imitationen stammen aus der Werkstatt eines niederländischen Büchsenmachers, der sogar genau wie bei den von beiden Boßlers gefertigten Originalen alle Bestandteile des Schlosses rechtsseitig anbrachte. Die Plagiate befinden sich im Milwaukee Public Museum und dem Koninklijk Nederlands Legermuseum.

### Hybride Wind-Pulverbüchsen
Die Sammlung des Jagdmuseums im Jagdschloss Kranichstein enthält ein Schwesternpaar Windbüchsen aus dem Werkkatalog des Büchsenmachermeisters Johann Peter Boßler. Beide Windbüchsen sind nummeriert, haben ein deutsches Schloss und wurden als sogenannte Müllerbüchsen konstruiert. Die Windbüchse mit No 2 auf dem Lauf ist mit der Ligatur-Signatur Johann Peter Boſsler ADarmstat versehen. Das Radschloss dieser Windbüchse ist funktionslos und lediglich aus ästhetischen Gründen angebracht. Die andere Radschloss-Windbüchse mit Berührungsloch trägt die No 3. Dem Berührungsloch (Zündloch) kann eine Platte vorgeschoben werden. Diese Schiebeplatte unterdrückt den Zündmechanismus des Radschlosses der Jägerbüchse No. 3. Mit diesem Mechanismus wurde zum Windbetrieb gewechselt.

### Besonderheit
Handelt es sich um eine reine Windbüchse ohne kombinierten Steinschlossmechanismus, so war das von Johann Peter Boßler angebrachte französische oder deutsche Schloss eine Attrappe und diente lediglich einem ästhetischen Zweck.

## Signatur, Klientel und Bedeutung
Für gewöhnlich signierte Johann Peter Boßler entweder mit Vor- und Nachnamen, wobei der Familienname in der Regel mit der Varietät Bosler genutzt wurde. Ebenfalls sind Jägerbüchsen Johann Peter Boßlers mit P. Bossler oder Bosler a Darmstadt signiert. Allerdings wurde Letztere nicht wie in der älteren Literatur angenommen, ausschließlich von Johann Peter Boßler verwendet. Friedrich Jacob Boßler signierte ebenfalls mit Bosler a Darmstadt.
Die Klientel des Hofbüchsenmachers Johann Peter Boßler, dessen punzierte Meistermarke einen Rothirsch zeigt, umfasste den reichsunmittelbaren Hochadel fürstlichen Ranges. Mit seinen Windbüchsen fertigte Boßler nicht nur Prunkwaffen, sondern ernst zu nehmende Jagdwaffen von hohem technischem Niveau. Arbeiten aus dem Werkkatalog der Darmstädter Büchsenmachermeister Johann Peter und Friedrich Jacob Boßler wurden nicht nur imitiert sie bezeugen die Berühmtheit von Vater und Sohn als Spezialisten für Windbüchsen unter den europäischen Büchsenmachern.

## Angehörige und Verwandtschaft

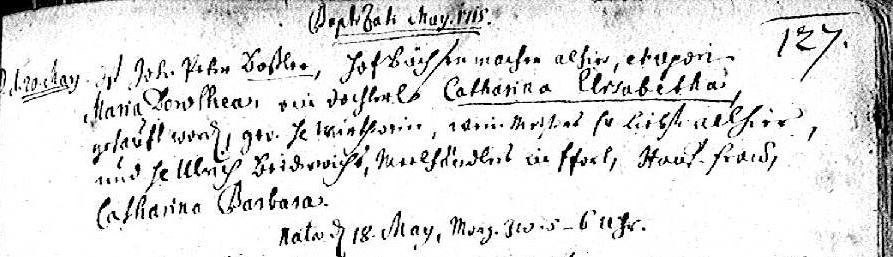
Im Taufeintrag seiner Tochter Catharina Elisabetha vom 20. Mai 1715 wird Johann Peter Boßler erstmals als Hofbüchsenmacher tituliert

Der Stadtbürger und zünftige Hofhandwerker Johann Peter Boßler hatte sein Bürgerhaus in der Runde Turmgasse Darmstadts. Er ehelichte am 12. Juni 1714 in Arheilgen Maria Dorothea Beiderbach (1696–1740) verschiedentlich Beiderwich genannt, mit der er mehrere Kinder hatte. Davon erreichten zwei Töchter und drei Söhne das Erwachsenenalter.
1. Catharina Elisabetha (1715–1758), blieb ledig und lebte im vom Bruder übernommenen väterlichen Haushalt
2. Friedrich Jacob (1717–1793), fürstlich hessen-darmstädtischer Hofwindbüchsenmacher ⚭ 1743 Catharina Justina Fischer (1717–1772), eine Tochter des Braubacher Ratsherrn und Stadtschultheißen Fischer
3. Eleonora Lucretia Catharina (* 1721) blieb ledig, lebte im vom Bruder übernommenen väterlichen Haushalt und wird 1757 letztmals urkundlich erwähnt.
4. Ulrich Nicolaus (1726–1747), nach dem Besuch des Darmstädter Pädagogs der erste Abkömmling, den die Rüden unter der Namensführung Boßler zu den Studien brachten. Verstarb ledig und kinderlos mit dem akademischen Grad Theologiæ candidatus.
5. Johann Philipp (1731–1793), Soldat in Pirmasens und fürstlich hessen-darmstädtischer Hofbüchsenmacher, einzig bekannte Arbeit ist eine Flinte, die im Rahmen der Verlobung oder Vermählung von Wilhelmine Luise von Hessen-Darmstadt mit dem Zarewitsch Pawel als Präsent für Katharina die Große bestimmt war.[41]

Johann Peter Boßlers Enkelsohn Heinrich Philipp Boßler war auf das 18. Jahrhundert bezogen eine „der interessantesten Persönlichkeiten des deutschen Musiklebens jener Tage“.
Anna Barbara Klinger, geborene Boßler (1674–1747), die älteste Schwester des hochfürstlichen Hofbüchsenmachers Johann Peter Boßler, ist die Großmutter väterlicherseits des Schriftstellers Friedrich Maximilian Klinger.